# Klaus-Peter Gäbelein

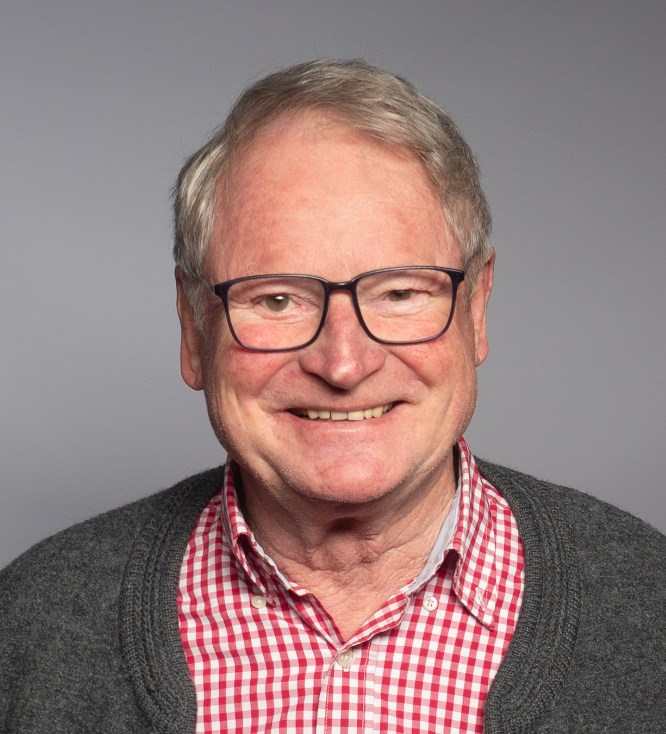
Klaus-Peter Gäbelein

Klaus-Peter Gäbelein (* 1. Juli 1943 in Lübben (Spreewald); Pseudonym: Klaus Bedä)
ist ein deutscher Autor, Historiker, Kolumnist, Mundartdichter und Moderator mit einem Schwerpunkt auf fränkischer Geschichte und Brauchtum sowie fränkischer Mundart. Er ist der Verfasser zahlreicher Werke zu Themen der Regionalgeschichte Frankens, dem fränkischen Brauchtum, sowie von Schulbüchern. Seit 1981 schreibt Gäbelein regelmäßig Artikel für die Regionalteile der in Herzogenaurach (Mittelfranken) erscheinenden Tageszeitungen und seit 1992 die Glosse „Do dud dä fei deä Oäsch weh!“.

## Leben
Klaus-Peter Gäbelein kam als Sohn einer sorbischstämmigen Spreewälderin und eines Oberfranken in Lübben im Spreewald zur Welt.
Im April 1945 flüchtete die Mutter mit ihrem Sohn vor der Roten Armee nach Forchheim in Oberfranken, der Heimat seines Vaters, wo er aufwuchs und die Schule besuchte. Nach dem Abitur in Forchheim studierte er von 1964 bis 1967 Germanistik, Geschichte und Soziologie an der Friedrich-Alexander-Universität Erlangen-Nürnberg. Von 1967 bis 1969 absolvierte er das Referendariat für Lehramt an Realschulen in München Parsing, in Coburg und in Hof. Nach abgeschlossenem 2. Staatsexamen 1969 erfolgte die Übernahme in den Staatsdienst als Realschullehrer an der örtlichen Realschule in Hof, wo er ab 1971 auch als Seminarlehrer für Geschichte fungierte. Erste Erfahrungen als Moderator sammelte Gäbelein hier als Stadionsprecher beim damaligen Zweitligisten Spielvereinigung FC Bayern Hof. Im Frühjahr 1975 übersiedelte er mit seiner Familie schließlich nach Herzogenaurach in Mittelfranken, wo er am 4. Februar 1975 die Stelle als 2. Konrektor an der Realschule Herzogenaurach antrat. 1981 folgte die Beförderung zum 1. Konrektor und im Schuljahr 2006/07 übernahm Gäbelein bis zu seiner Pensionierung 2008 die Leitung der Realschule Herzogenaurach. Trotz Pensionierung ist Klaus-Peter Gäbelein immer noch aktiv und leitet Stadtführungen durch seinen jetzigen Wohnort Herzogenaurach.
Seit 1981 war Gäbelein erster Vorsitzender des Heimatvereins Herzogenaurach, allerdings trat er 2020 nach 38 Jahren nicht mehr zur Wiederwahl an. Sein Nachfolger wurde Herbert Dummer. Gäbelein ist Mitglied in der Erweiterten Bundesleitung des Frankenbundes – Vereinigung für fränkische Landeskunde und Kulturpflege e. V. Seit den 80er Jahren trat Gäbelein des Öfteren auch als Moderator für Hörfunk- und Fernsehprogramme mit zumeist fränkischen Themen auf. Überregionales Medienecho erhielt Gäbeleins „fränkisches Derblecken“ im Rahmen der Herzogenauracher Bürgermeisterwahl 2008.
Seit 1992 schreibt Gäbelein unter dem Pseudonym „Klaus Bedä“ die in fränkischer Mundart gehaltene Kolumne „Herzogenauracher Geschichten: Do dud dä fei deä Oäsch weh! - Fragen eines nachdenklichen Franken, frei nach B.Brecht“. Erstmals erschien die Kolumne am 17. Oktober 1992 im Regionalteil (Ausgabe C für Herzogenaurach) der Tageszeitung Fränkischer Tag. 1999 wurde eine Sammlung von 31 zwischen 1992 und 1997 erschienenen Glossen in einem illustrierten Sonderband des Verlages Fränkischer Tag Bamberg veröffentlicht. Bis 2019 erschienen über 280 dieser Glossen.
Weiterhin ist Klaus-Peter Gäbelein für das Nachschlagewerk „Herzogenauracher Stadtschreiber“ verantwortlich, das der Heimatverein Herzogenaurach e.V. im April 2019 bereits in der 11. Ausgabe aufgelegt hat.
Klaus-Peter Gäbelein wohnt in Herzogenaurach, ist verheiratet und hat zwei Kinder.

## Preise und Auszeichnungen
- Ehrenzeichen des bayerischen Ministerpräsidenten (2003)
- Auszeichnung für den Heimatverein Herzogenaurach unter dem 1. Vorstand Klaus-Peter Gäbelein mit dem Bayerischen Heimatpreis 2018

## Schriften (Auswahl)
- Herbert Liedel, Helmut Fischer, Klaus-Peter Gäbelein, Mattson, Philip [Übers.]: Franken-Panorama. Edition Braus, Heidelberg 2007, ISBN 978-3-89904-273-3
- Peer Frieß, Klaus-Peter Gäbelein, Franz Hohmann, Dieter Brüchner, Hannelore Lachner: Geschichte erleben. Bd.1, Frühgeschichte und Antike: BD 1. Buchner, Bamberg 2001. ISBN 3-7661-4621-1
- Klaus-Peter Gäbelein: 50 Jahre Sommerkirchweih. In: Stadt Herzogenaurach (Hrsg.): Herzogenauracher Heimatblatt. 28. Jahrgang. Nr. 25. Stadt Herzogenaurach, Herzogenaurach 2001. (PDF; 300 kB)
- Klaus-Peter Gäbelein: adidas – Eine Erfolgsstory aus Herzogenaurach. Zum 100. Geburtstag von Adi Dassler. In: Stadt Herzogenaurach (Hrsg.): Herzogenauracher Heimatblatt. 27. Jahrgang. Nr. 24. Stadt Herzogenaurach, Herzogenaurach 2000. (PDF; 300 kB)
- Klaus-Peter Gäbelein: 50 Jahre Schaeffler Herzogenaurach. In: Stadt Herzogenaurach (Hrsg.): Herzogenauracher Heimatblatt. 25. Jahrgang. Nr. 18. Stadt Herzogenaurach, Herzogenaurach 1997. (PDF; 227 kB)
- Helmut Fischer und Klaus-Peter Gäbelein: Franken : Bilder einer Landschaft. Bd. 3., Menschen, Brauchtum, Traditionen. Wachter Verlag, Bönnigheim 1991, ISBN 3-926318-02-3
- Helmut Fischer und Klaus-Peter Gäbelein: Franken : Bilder einer Landschaft. Bd. 1., Zwischen Steigerwald und Regnitz. 4. Auflage. Wachter Verlag, Bönnigheim 1989, ISBN 3-926318-00-7
- Helmut Fischer und Klaus-Peter Gäbelein: Franken : Bilder einer Landschaft. Bd. 2., Jahreszeiten. Wachter Verlag, Bönnigheim 1988, ISBN 3-926318-01-5